# Росхолт (Јужна Дакота)
Росхолт (енгл. Rosholt) град је у америчкој савезној држави Јужна Дакота.

## Демографија
По попису из 2010. године број становника је 423, што је 4 (1,0%) становника више него 2000. године.
| Група             | 2000.       | 2010.       |
| Белци             | 392 (93,6%) | 391 (92,4%) |
| Афроамериканци    | 0 (0,0%)    | 0 (0,0%)    |
| Азијати           | 1 (0,2%)    | 0 (0,0%)    |
| Хиспаноамериканци | 2 (0,5%)    | 1 (0,2%)    |
| Укупно            | 419         | 423         |